# 뱅자맹 토니위티
뱅자맹 토니위티(프랑스어: Benjamin Toniutti, 1989년 10월 30일~)는 프랑스의 배구 선수로 포지션은 세터이다. 현재 폴란드 배구 리그의 야스트솅프스키 벵기엘과 프랑스 대표팀의 일원으로 활동하고 있다. 2020년 하계 올림픽에서 프랑스 대표 선수로서 금메달을 획득했으며, 월드리그 2회, 네이션스리그 1회 우승을 달성했다.